# Qasr el-Hadj

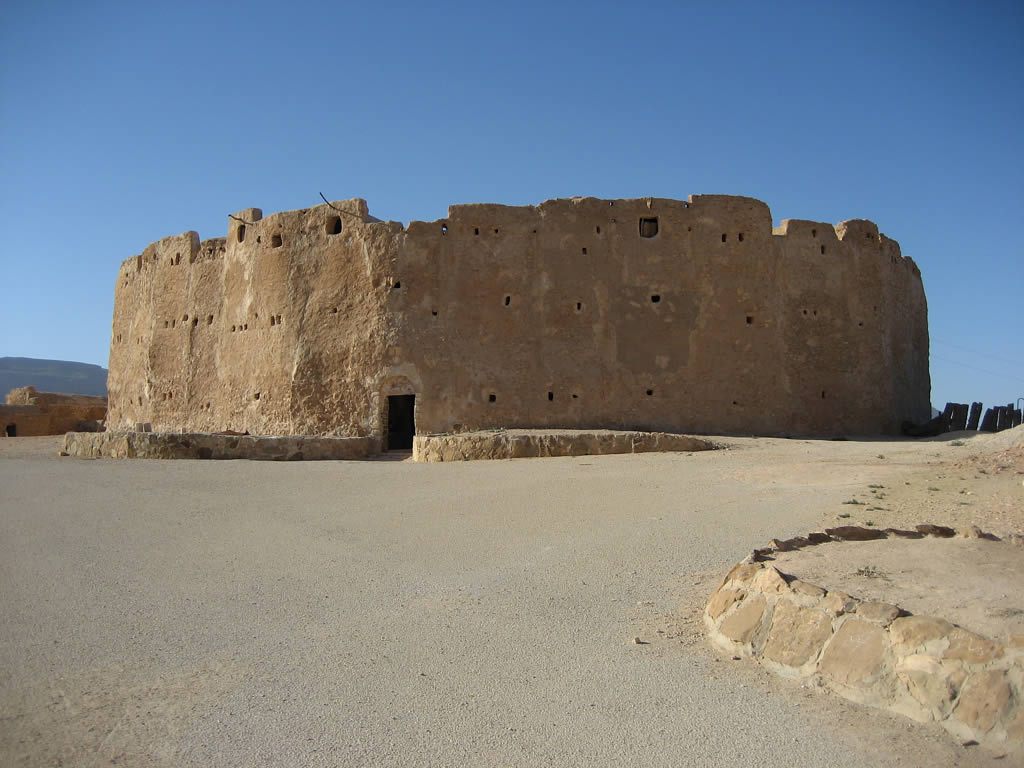
Qasr el-Hadj – Außenansicht

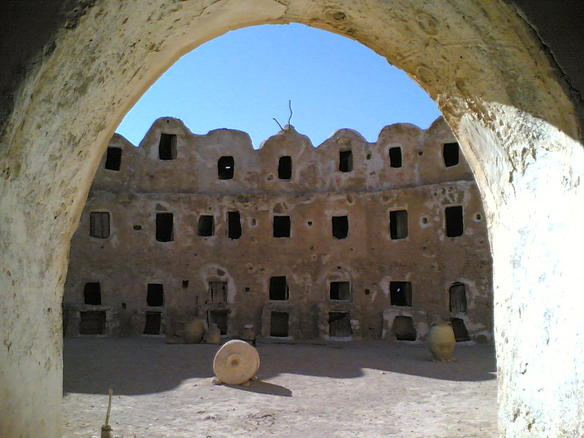
Qasr el-Hadj – Innenhof

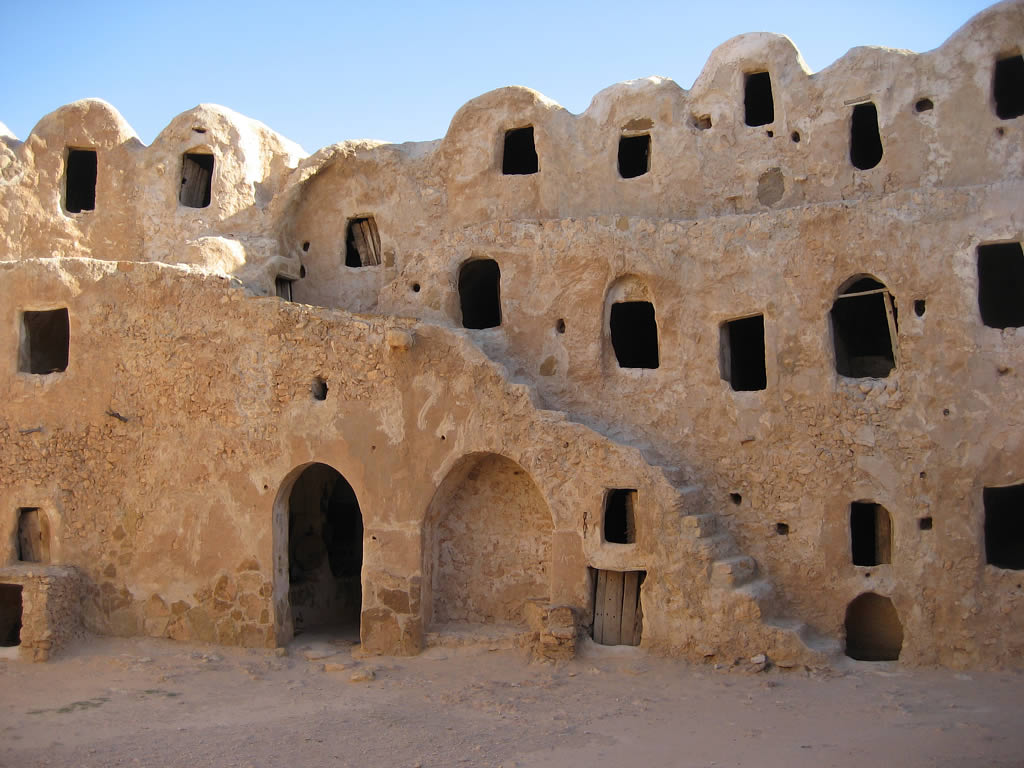
Qasr el-Hadj – Innenansicht mit Treppenaufgang

Qasr el-Hadj (arabisch قصر الحاج, DMG Qaṣr al-Ḥāǧǧ = „Ksar des Mekkapilgers“) ist ein Ort und eine imposante Speicherburg (ksar) der Berber im Munizip al-Dschabal al-Gharbi im Nordwesten Libyens.

## Lage
Qasr el-Hajj liegt in einer Höhe von etwa 250 m und etwa 140 km (Fahrtstrecke) östlich von Nalut in den Nafusa-Bergen. Die Entfernung zur nordöstlich gelegenen libyschen Hauptstadt Tripolis beträgt etwa 200 km.

## Ksar

### Baugeschichte
Die am Ortsrand stehende mehrstöckige Speicherburg (ksar) mit ihren 114 Speicherkammern (ghorfas) wurde einst von den Familien des nahegelegenen Orts erbaut und genutzt. Als Begründer des Bauwerks wird manchmal Sheikh Abdella Ben Muhammad Ben Hilal Ghanem genannt, der im 12. Jahrhundert gelebt haben soll. Angesichts der nicht vorhandenen Schriftquellen bleibt jedoch vieles unklar und so kann das Alter des Bauwerks nur grob geschätzt werden – man geht heute von etwa 200 bis 400 Jahren aus.

### Funktion
Im Ksar wurden während der Zeit der sommerlichen Wanderungen mit den Viehherden (Schafe und Ziegen) in höhergelegene und somit grünere Gebiete haltbare Lebensmittel (Getreide, Öl, Datteln, Mandeln, Feigen, Nüsse etc.), aber auch Haushalts- und Ackergerätschaften sowie Waffen deponiert und von einer Wachmannschaft gegen Überfälle von umherziehenden Nomaden oder verfeindeten Berberclans gesichert. Jede Familie besaß eine, manchmal auch zwei Kammern. Seltener fanden im Hofbereich auch Handelskarawanen Schutz und Unterkunft; diese breiteten in der Regel auch ihre Waren zum Tausch oder Kauf aus.

### Baumaterial
Der gesamte nahezu kreisrunde Bau wurde ausschließlich aus den vor Ort vorkommenden Materialien errichtet (Bruchsteine, Lehmerde, Palmstämme etc.) und mit Lehmerde verputzt. Der alle paar Jahre zu erneuernde Verputz schützte die Mauern des Ksar vor Auswaschungen durch Sandstürme und durch die seltenen Regenfälle.

### Architektur
Nur ein einziger Zugang gewährt Zutritt in den von auf drei Ebenen angeordneten Speicherkammern (ghorfas) umgebenen Innenhof; eine vierte Reihe von Kammern befindet sich halb unterirdisch. Die Speicherkammern sind gewölbt, haben nur winzige Fensteröffnungen nach außen und werden somit hauptsächlich über die geöffneten Türen belichtet. Im Innern sind sie etwa 1,90 m hoch, ca. 5,50 m tief und ca. 2,20 m breit. Interessant ist der Treppenaufgang zu einem umlaufenden Gang vor den Kammern der oberen Ebene, denn es gab keine Stein- oder Bretterpodeste vor den Kammereingängen und so wurden die Kammern der unteren Ebenen mittels versetzbaren eingekerbten Palmstämmen erreicht. Die ehemals vorhandenen hölzernen Türen waren mit komplizierten Holzschlössern (später Metallschlössern) gesichert – Schlösser und Holztüren sind allesamt verschwunden; manchmal werden sie in den Antiquitätenläden der Großstädte zum Kauf angeboten.